# 박종필
박종필 (朴鐘弼, 1976년 10월 17일 ~ )은 대한민국의 은퇴한 축구 선수이다. 현역시절 공격수로 뛰었다.